# アイルランドのユーロ硬貨

ユーロのシンボル

アイルランドのユーロ硬貨（アイルランドのユーロこうか）では、アイルランドにおけるユーロ硬貨について記述する。
ユーロ (EUR, €) は、欧州連合に加盟しているアイルランドを含む多くの国で使われている通貨である。
ユーロ硬貨の片面はユーロ圏全域共通のデザイン、もう片面は各国の独自のデザインとなっている。各国共通の表面の詳細はユーロ硬貨を参照。2ユーロ硬貨以外の縁（へり）のデザインもまた、全域で共通である。独自デザインとされている裏面も、欧州連合を象徴する12個の星と発行年を西暦で表示することは共通である。
アイルランドのユーロ硬貨は、Jarlath Hayesによってデザインされ、8種類ともにアイルランドの伝統的な象徴であるケルトの竪琴（アイリッシュ・ハープ）が描かれている。
また、ゲール語で「アイルランド」を意味するÉireの文字が記されている。
| € 0.01       | € 0.02 | € 0.05                                                                                |
|              |        |                                                                                       |
| ケルトの竪琴 |        |                                                                                       |
| € 0.10       | € 0.20 | € 0.50                                                                                |
|              |        |                                                                                       |
| ケルトの竪琴 |        |                                                                                       |
| € 1.00       | € 2.00 | € 2 の縁（へり）                                                                      |
|              |        | € 2 硬貨の側面部には、数字の"2"と2つの星印が6回繰り返し刻印されている。星は合計12個。 |
| ケルトの竪琴 |        |                                                                                       |